# Chicago Bulls 1978-1979
La stagione 1978-79 dei Chicago Bulls fu la 13ª nella NBA per la franchigia.
I Chicago Bulls arrivarono quinti nella Midwest Division della Western Conference con un record di 40-42, non qualificandosi per i play-off.

## Roster
| N° | Naz.                   | Ruolo | Sportivo         | Anno | Alt. | Peso |
| -- | ---------------------- | ----- | ---------------- | ---- | ---- | ---- |
| 5  | Stati Uniti (bandiera) | G     | Charles Dudley   | 1950 | 188  | 82   |
| 8  | Stati Uniti (bandiera) | A     | Mickey Johnson   | 1952 | 208  | 86   |
| 10 | Stati Uniti (bandiera) | A     | Steve Sheppard   | 1954 | 198  | 98   |
| 12 | Stati Uniti (bandiera) | G     | Wilbur Holland   | 1951 | 183  | 79   |
| 14 | Stati Uniti (bandiera) | G     | Tate Armstrong   | 1955 | 191  | 79   |
| 15 | Stati Uniti (bandiera) | G     | John Mengelt     | 1949 | 188  | 88   |
| 17 | Stati Uniti (bandiera) | A     | Scott May        | 1954 | 201  | 98   |
| 24 | Stati Uniti (bandiera) | G     | Reggie Theus     | 1957 | 201  | 86   |
| 27 | Stati Uniti (bandiera) | A     | Ollie Johnson    | 1949 | 198  | 91   |
| 44 | Stati Uniti (bandiera) | G     | Andre Wakefield  | 1955 | 191  | 79   |
| 45 | Stati Uniti (bandiera) | AC    | Scott Lloyd      | 1952 | 208  | 104  |
| 50 | Stati Uniti (bandiera) | A     | John Brown       | 1951 | 201  | 100  |
| 53 | Stati Uniti (bandiera) | C     | Artis Gilmore    | 1949 | 218  | 109  |
| 54 | Stati Uniti (bandiera) | AC    | Mark Landsberger | 1955 | 203  | 98   |

## Staff tecnico
- Allenatori: Larry Costello (20-36) (fino al 16 febbraio)[1], Scotty Robertson (11-15)
- Vice-allenatori: Scotty Robertson (fino al 16 febbraio), Bumper Tormohlen, Jerry Sloan
- Preparatore atletico: Doug Atkinson